# Dysderina rigida
Dysderina rigida är en spindelart som beskrevs av Arthur M. Chickering 1968. Dysderina rigida ingår i släktet Dysderina och familjen dansspindlar.
Artens utbredningsområde är Panama. Inga underarter finns listade i Catalogue of Life.